# Shimon Shkop
Shimon Yehuda Hacohen Shkop dit Shimon Shkop (en hébreu: שמעון שקופ) (né en 1859 à Turec (Russie), aujourd'hui Turèc (Bielorussie) et mort le 22 octobre 1939 à Grodno (Hrodna (Biélorussie), est un rabbin lituanien, Rosh Yeshiva de la Yechiva de Telshe, puis de la Yechiva Sha'arei Yosher.

## Biographie
Shimon Shkop est né Turec (Russie), aujourd'hui Turèc (Bielorussie) en 1859.
De l'âge de 12 ans à 14 ans, étudie à la Yechiva de Mir. Il va ensuite à la Yechiva de Volozhin, où pendant 6 ans, il étudie avec Naftali Zvi Yehuda Berlin. 
Shimon Shkop épouse une nièce du rabbin  Eliezer Gordon. En 1884, il est nommé Rosh Mesivta de la Yechiva de Telshe, où il reste 18 ans.
Shimon Shkop est mort le 22 octobre 1939 (9 Heshvan 5700)à Grodno en Biélorussie.

## Œuvres
- (he) Shaarei Yosher (1925)[4]
- (he) 'Ma'arekhet ha-Kinyanim (1936)
- (he) Novellae sur les Traités du Talmud Bava Kamma ("première porte") (traité des dommages corporels et matériels, ainsi que de leur réparation) , Baba Metzia ("porte intermédiaire") (traité des lois sur les objets perdus, les prêts, les salaires) , et Baba Batra ("dernière porte") (traité des associations, ventes, héritages)       1947)
- (he) Novellae sur les  Traités du Talmud Nedarim (traité des lois des vœux), Guitine  (traité des lois du divorce), et Kidouchine (traité des lois du mariage et des acquisitions diverses) (1952)
- (he) Novellae sur les  Traités du Talmud  Yévamot ("belles-sœurs") (traité des lois du lévirat) et Ketouvoth ("contrats de mariage") (traité des contrats de mariage et des règles du bon mariage) (1957)
- (he) Sefer Hidushei Rabbi Shimon Yehuda haCohen, 2016[5]